# Гексу Учташ
Гексу Учташ (у шлюбі Шанли, нар. 30 серпня 1990, Шахінбей, Туреччина) — турецька гімнастка. Її тренер — Мергюль Гюлер. 2011 року закінчила університет Іззета Байсала в провінції Болу за спеціальністю «викладач фізичного виховання та спорту».

## Життєпис
Гексу Учташ повинна була виступати на літніх Олімпійських іграх 2008 року, але не змогла через важку травму шиї, яка могла перервати її спортивну кар'єру. 2009 року здобула срібну медаль у виступі на колоді на Середземноморських іграх, що проходили в італійському місті Пескара. 2010 року їй вдалося здобути золоту медаль на FIG Artistic Gymnastics World Cup A, що проходив у Досі. Того ж року на World Cup in Artistic Gymnastics-Grand Prix Ostrava 2010, що проходив у Чехії, вона завоювала «золото» у вільних вправах, срібло на колоді і опорному стрибку.
У 2012 році пройшла кваліфікацію на участь в Олімпійських іграх, ставши першою турецької гімнасткою, що бере участь в Олімпійських іграх. Внаслідок травми, отриманої незадовго перед змаганнями, змогла виступити тільки на колоді. За підсумком виступу посіла 77 місце.
У січні 2013 року оголосила про відхід зі спорту через травму. Тоді ж вона заявила, що має намір жити в Газіантепі, а також планує відкрити там школу гімнастики. 14 серпня 2013 року одружилася з Озгюном Шанлі в Ізмірі.
У 2015 році народила доньку Ліну.

#### 2016
Відновила спортивну кар'єру.
На кубку виклику в Мерсіні, Туреччина, здобула перемогу у вільних вправах.

#### 2017
Через травму змушена була пропустити чемпіонат світу.

#### 2019
На чемпіонаті світу 2019 року в Штутгарті, Німеччина, в кваліфікації продемонструвала 76 місце в багатоборстві, чого не вистачило для отримання особистої ліцензії в багатоборстві на Олімпійські ігри 2020 у Токіо, Японія.

#### 2020
На чемпіонаті Європи, що проходив під час пандемії коронавірусу в Мерсіні, Туреччина, здобула першу в історії Туреччини срібну нагороду у вільних вправах.

## Результати на турнірах
| Рік  | Змагання                | КБ | ІБ | Опорний стрибок | Різновисокі бруси | Колода | Вільні вправи |
| ---- | ----------------------- | -- | -- | --------------- | ----------------- | ------ | ------------- |
| 2012 | Олімпійські ігри        |    |    |                 |                   | 77     |               |
| 2016 | Кубок виклику в Мерсіні |    |    |                 |                   |        | 1             |
| 2017 | Кубок світу в Досі      |    |    |                 |                   | 6      | 5             |
| 2017 | Кубок світу в Баку      |    |    |                 |                   | 7      | 5             |
| 2017 | Чемпіонат Європи        |    |    |                 |                   |        |               |
| 2018 | Кубок світу в Досі      |    |    |                 |                   |        | 15            |
| 2018 | Кубок виклику в Копері  |    |    |                 |                   | 5      |               |
| 2018 | Кубок світу в Баку      |    |    | 8               |                   | 6      | 6             |
| 2018 | Чемпіонат Європи        |    | 30 |                 |                   |        |               |
| 2018 | Кубок виклику в Мерсіні |    |    | 3               |                   | 2      | 1             |
| 2018 | Чемпіонат світу         | 30 |    |                 |                   |        |               |
| 2019 | Чемпіонат світу         |    | 76 |                 |                   |        |               |
| 2019 | Кубок виклику в Копері  |    |    |                 |                   | 6      | 7             |
| 2019 | Кубок виклику в Мерсіні |    |    |                 |                   |        | 1             |
| 2020 | Чемпіонат Європи        | 4  |    |                 |                   |        | 2             |